# U-987
U-987 – niemiecki okręt podwodny (U-Boot) typu VIIC z okresu II wojny światowej. Okręt wszedł do służby w 1943 roku. Jedynym dowódcą był Oblt. Hilmar-Karl Schreyer.

## Historia
Okręt został włączony do 5. Flotylli U-Bootów (Kilonia) celem szkolenia i zgrania załogi. Od marca 1944 roku jako jednostka bojowa w składzie 1. (Brest), później 11. Flotylli (Bergen).
2 lutego 1944 roku, jeszcze w trakcie szkolenia na Bałtyku, doszło do kolizji i zatopienia patrolowca.
28 maja 1944 roku U-987 wyruszył z Stavanger w swój pierwszy rejs bojowy na wodach arktycznych. 15 czerwca 1944 roku na zachód od Narwiku wynurzony U-987 został wykryty przez brytyjski okręt podwodny HMS „Satyr”, który wystrzelił w jego kierunku salwę sześciu torped. Dwie z nich eksplodowały przedwcześnie, ale kolejne dwie trafiły zygzakującego U-Boota, który zatonął wraz z całą, 53-osobową załogą.